# پستانک‌دندانان
پستانک‌دندانان (نام علمی: Thelodonti) نام یک رده از زیرشاخه مهره‌داران است.